# Josep Salvany i Oller
Josep Salvany i Oller (Sabadell, 18 d'octubre de 1780 - Seva, 18 de juliol de 1849) fou un jurista i historiador català, alcalde de Sabadell (1828 i 1837-1840).

## Biografia
Estudià Filosofia al Seminari de Barcelona i Jurisprudència a la Universitat de Cervera. És autor del llibre Reflexiones críticas sobre la antigüedad de la parroquia de Sabadell. El 1808, Josep Salvany, síndic personer, fou elegit per l'ajuntament presidit per Agustí Lluís, per organitzar la resistència armada contra l'exèrcit francès. Salvany disposava d'un sometent de 46 homes, majoritàriament pagesos, tot i que entre ells hi havia també un fabricant, en Josep Casalí. El 1843, Sabadell va ser un dels primers a rebel·lar-se contra Espartero. Aleshores Josep Salvany, com a alcalde de la ciutat, va presidir una comissió auxiliar que, unida a la de Barcelona, va formar la Junta Suprema de Govern, que vingué a instal·lar-se a Sabadell. Salvany havia estat nomenat alcalde el 1828, i de 1837 a 1840 va ser diputat provincial.
L'últim quart del segle xix Sabadell li dedicà un carrer al barri de l'Eixample.